# Enver Gjokaj

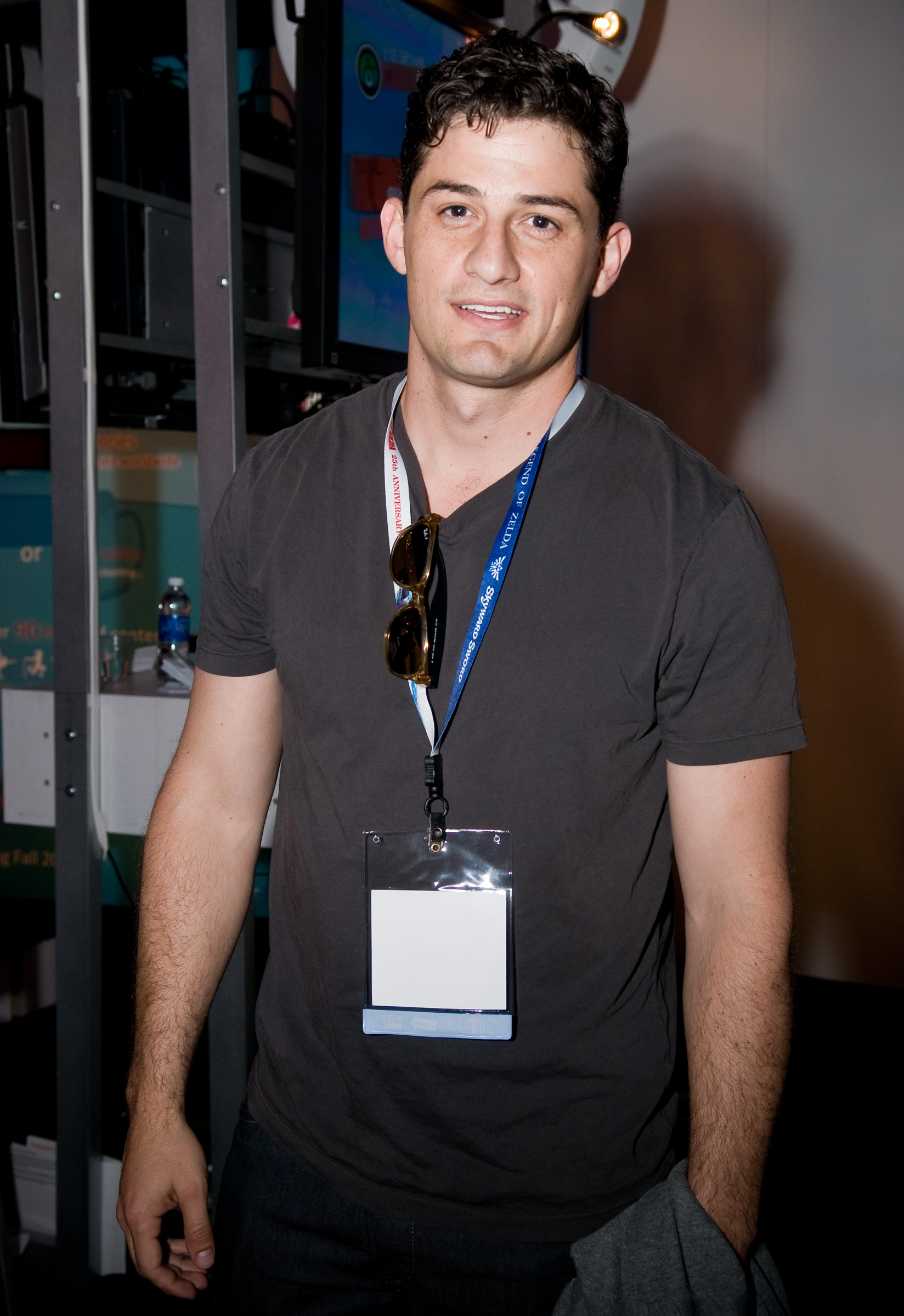
Enver Gjokaj, 2011

Enver Leif Gjokaj (* 12. Februar 1980 in Orange County, Kalifornien) ist ein US-amerikanischer Schauspieler, seine bisher bekannteste Rolle war die Figur Victor in der Joss-Whedon-Serie Dollhouse.

## Leben
Gjokajs Vater ist Albaner, seine Mutter aus den Vereinigten Staaten. Gjokaj hat einen eineiigen Zwillingsbruder namens Demir, der in einer Traumsequenz in der zweiten Staffel von Dollhouse neben ihm auftritt.
Enver Gjokaj besuchte die UC Berkeley und machte dort 2002 seinen Bachelor. Anschließend ging er auf die Tisch School of the Arts in New York, 2005 schloss er mit einem Master of Fine Arts im Schauspiel ab. Gjokaj spielte neben Rollen in kleineren Fernsehfilme-Rollen in einigen bekannten Fernsehserien wie etwa Criminal Intent – Verbrechen im Visier und The Unit – Eine Frage der Ehre bevor er in einigen größeren Filmen wie The Express, Eagle Eye – Außer Kontrolle und Taking Chance zu sehen war.
2008 zog Gjokaj von New York nach Los Angeles. Im Jahr 2009 wurde er als „Doll“ Victor in der Joss-Whedon-Serie Dollhouse bekannt. Es folgten, neben einer Rolle in dem Film Stone (2010), hauptsächlich Gastauftritte in Serien wie Lie to Me oder Community. 2012 war Gjokaj in einer Nebenrolle als Polizist in dem von Whedon inszenierten Kassenschlager The Avengers sowie in einer Folge der Serie Hawaii Five-0 zu sehen.

## Filmografie (Auswahl)
- 2006: Filthy Gorgeous (Fernsehfilm)
- 2006: The Book of Daniel (Fernsehserie, 3 Folgen)
- 2006: The Path to 9/11 – Wege des Terrors (The Path to 9/11, Fernsehfilm)
- 2007: The Unit – Eine Frage der Ehre (The Unit, Fernsehserie, Folge 3x09)
- 2008: Spinning Into Butter
- 2008: Criminal Intent – Verbrechen im Visier (Law & Order: Criminal Intent, Fernsehserie, Folge 7x18)
- 2008: The Express
- 2008: Eagle Eye – Außer Kontrolle (Eagle Eye)
- 2009: Taking Chance (Fernsehfilm)
- 2009: Tale of the Tribe
- 2009–2010: Dollhouse (Fernsehserie, alle Folgen)
- 2010: Lie to Me (Fernsehserie, Folge 2x14)
- 2010: Stone
- 2010: Chase (Fernsehserie, Folge 1x06)
- 2010: Undercovers (Fernsehserie, Folge 1x10)
- 2011: Community (Fernsehserie, Folge 2x18)
- 2011: Person of Interest (Fernsehserie, Folge 1x07)
- 2011: Eden (Fernsehserie, 1 Folge)
- 2012: Tödliches Spiel – Would You Rather? (Would You Rather)
- 2012: Marvel’s The Avengers (The Avengers)
- 2012: Hawaii Five-0 (Fernsehserie, Folge 2x21)
- 2012: Dexter (Fernsehserie, Folge 7x1)
- 2013: The Walking Dead (Fernsehserie, 1 Folge)
- 2013: Witches of East End (Fernsehserie, 4 Episoden)
- 2014–2015: Rizzoli & Isles (Fernsehserie)
- 2014: Extant (Fernsehserie, 6 Episoden)
- 2015–2016: Marvel’s Agent Carter (Fernsehserie)
- 2019: 3022
- 2019: The Rookie (Fernsehserie, 3 Episoden)
- 2020: Marvel’s Agents of S.H.I.E.L.D (Fernsehserie, 10 Episoden)
- 2021: Navy CIS: Hawaiʻi (Fernsehserie, 6 Episoden)
- seit 2022: Resident Alien (Fernsehserie)
- 2023: Infiltration (Fernsehserie, 10 Episoden)